# Fitxer dispositiu
Els fitxers dispositius o fitxers dels dispositius (en anglès device files) són fitxers especials usats en gairebé tots els sistemes operatius derivats d'Unix i també en altres sistemes.

## Arxius de dispositius en Unix i GNU / Linux
En els sistemes operatius Unix i GNU/Linux un fitxer de dispositiu és un arxiu especial estandarditzat a Filesystem Hierarchy Standard que s'estableix al directori /dev (en el cas de  Solaris en  /devices ) en els subdirectoris s'estableix un contacte amb dispositius de la màquina, ja siguin reals, com un disc dur, o virtuals, com /dev/null. Aquesta flexibilitat capaç d'abstreure el dispositiu i considerar només les qüestions fonamentals, la comunicació, li ha permès adaptar-se a la rapidesa dels canvis ia la variació de dispositius que ha enriquit a la computació.
L'arxiu de dispositiu representa al dispositiu per comunicar amb programes que s'executen en la màquina. No és un arxiu pròpiament dit, sinó que l'usuari ho veu com un arxiu. Per això ha d'existir un driver apropiat per al dispositiu.
Per exemple, el programa d'edició d'imatges Gimp pot accedir a l'escàner amb el fitxer de dispositiu /dev/scan.
Hi ha diversos tipus de dispositius:
- C  - character devices: dispositius orientats a caràcters
- B  - block devices: dispositius orientats a blocs
- S  - socket devices: dispositius orientats a sockets

Els noms dels fitxers de dispositiu depenen del sistema operatiu.

### Dispositius orientats a blocs
Dispositius orientats a blocs transmeten dades en blocs (paquets) i per aquesta raó són usats sovint per a la transmissió paral·lela de dades. Aquests dispositius utilitzen el Buffer de dades del sistema operatiu.
| Nom del fitxer  | Significat                                                                                   |
| --------------- | -------------------------------------------------------------------------------------------- |
| fd0             | 1.Disquets                                                                                   |
| hda             | IDE - Disc dur o IDE-CD-ROM-Lector connectat a l'1. Endoll Màster                            |
| hdb             | IDE-Disc dur o IDE-CD-ROM-Lector connectat a l'1. endoll Slave                               |
| hda1            | 1. Primera partició de disc del primer IDE-Disc dur                                          |
| hda15           | 15. Partició lògica de l'1. disc dur IDE                                                     |
| ad0             | IDE-Disc dur connectat a l'1. endoll Màster (FreeBSD)                                        |
| AD1             | IDE-Disc dur connectat a l'1. endoll Slave (FreeBSD)                                         |
| ad0s1           | 1. Slice del primer disc dur IDE (FreeBSD)                                                   |
| ad0s15          | 15. Slice del primer disc dur IDE (FreeBSD)                                                  |
| ad0s1a          | 1. Partició de 1. Slice l'1. disc dur IDE (FreeBSD)                                          |
| ad0s1b          | 2. Partició en l'1. Slice l'1. disc dur IDE (FreeBSD)                                        |
| acd0            | IDE-CD-ROM-Lector en l'1. endoll Màster (FreeBSD)                                            |
| acd1            | IDE-CD-ROM-Lector en l'1. endoll Slave (FreeBSD)                                             |
| sda             | SCSI-Disc dur (portàtil), amb el menor SCSI-ID (Linux)                                       |
| sdb             | SCSI-Disc dur (portàtil) amb el SCSI-ID (Linux)                                              |
| sda1            | 1. Partició del primer disc dur (portàtil) SCSI                                              |
| sda15           | 11. Partició lògica del primer disc dur (portàtil) SCSI                                      |
| da0             | Disc dur (portàtil) SCSI, amb la menor SCSI-ID (FreeBSD)                                     |
| da1s2e          | 5. Partició de 2. slice del 2. disc dur (portàtil) SCSI (FreeBSD)                            |
| scd0            | 1. Lector SCSI-CD-ROM                                                                        |
| cd0             | 1. Lector SCSI-CD-ROM (FreeBSD)                                                              |
| c C t T d D s S | Al C ° controlador SCSI amb la SCSI-ID = T , el D ° disc dur i en ell el S ° Slice (Solaris) |
| cdrom           | Enllaç simbòlic al lector de CD-ROM                                                          |

### Dispositius orientats acaràcters
Dispositius orientats a caràcters transmeten només un Bit o només un Byte al mateix temps, és a dir, utilitzen la transmissió sèrie de dades, sense utilitzar buffer.
| Nom del fitxer | Significat                                       |
| -------------- | ------------------------------------------------ |
| ttyS0          | 1. Port sèrie, antigament el teclat del Terminal |
| lp0            | 1. Port paral·lel                                |
| LP1            | 2. Port paral·lel                                |
| tty X          | Enllaç simbòlic per a un Pseudoterminal          |
| usbdev1.1      | Fitxer de dispositiu per a aparells amb USB      |
| ratolí         | Enllaç simbòlic al ratolí                        |

La targeta de xarxa, per exemple Ethernet, ISDN, no és contactada a través d'arxius de dispositiu, sinó a través de TCP/IP, encara que existeixen arxius de dispositiu per a aplicacions especials com Netlink Device, D-Channel, etc.

### Dispositius orientats a sockets
Un socket d'Internet no és un arxiu de dispositiu, sinó una forma de comunicació entre processos.
| Nom del fitxer | Significat                                              |
| -------------- | ------------------------------------------------------- |
| /dev/log       | Sòcol de syslog                                         |
| /dev/gpmdata   | Sòcol de GPM-Mouse- Multiplexor                         |
| /dev/printer   | Socket per al protocol d'impressió en xarxa de Berkeley |

### Fitxers de dispositius virtuals
Un cas especial són els arxius virtuals amb els quals no es comunica amb un dispositiu real.
| Nom del fitxer | Significat |
| -------------- | --- |
| /dev/null      | Accepta entrada de dades sense produir resposta |
| /dev/zero      | Produeix un flux de zeros, cada un de 8 bits, (en C: '\000') |
| /dev/random    | Produeix nombres aleatoris o almenys seqüències pseudoaleatòries criptogràficament forts. (En el primer cas pot tractar-se d'un dispositiu real que recull variables externes com temperatura, posició del ratolí, codi de les últimes tecles premudes, etc., per generar el nombre.) |
| /dev/urandom   | Produeix seqüències pseudoaleatòries |